# Wolfgang Lesowsky
 (avril 2012).
Si vous disposez d'ouvrages ou d'articles de référence ou si vous connaissez des sites web de qualité traitant du thème abordé ici, merci de compléter l'article en donnant les références utiles à sa vérifiabilité et en les liant à la section « Notes et références ».
Wolfgang Lesowsky est un réalisateur de films et metteur en scène de pièces de théâtre, comme aussi acteur et dramaturge autrichien, né le 13 octobre 1942 à Vienne (Autriche) et mort le  13 novembre 2010 dans la même ville.

## Biographie

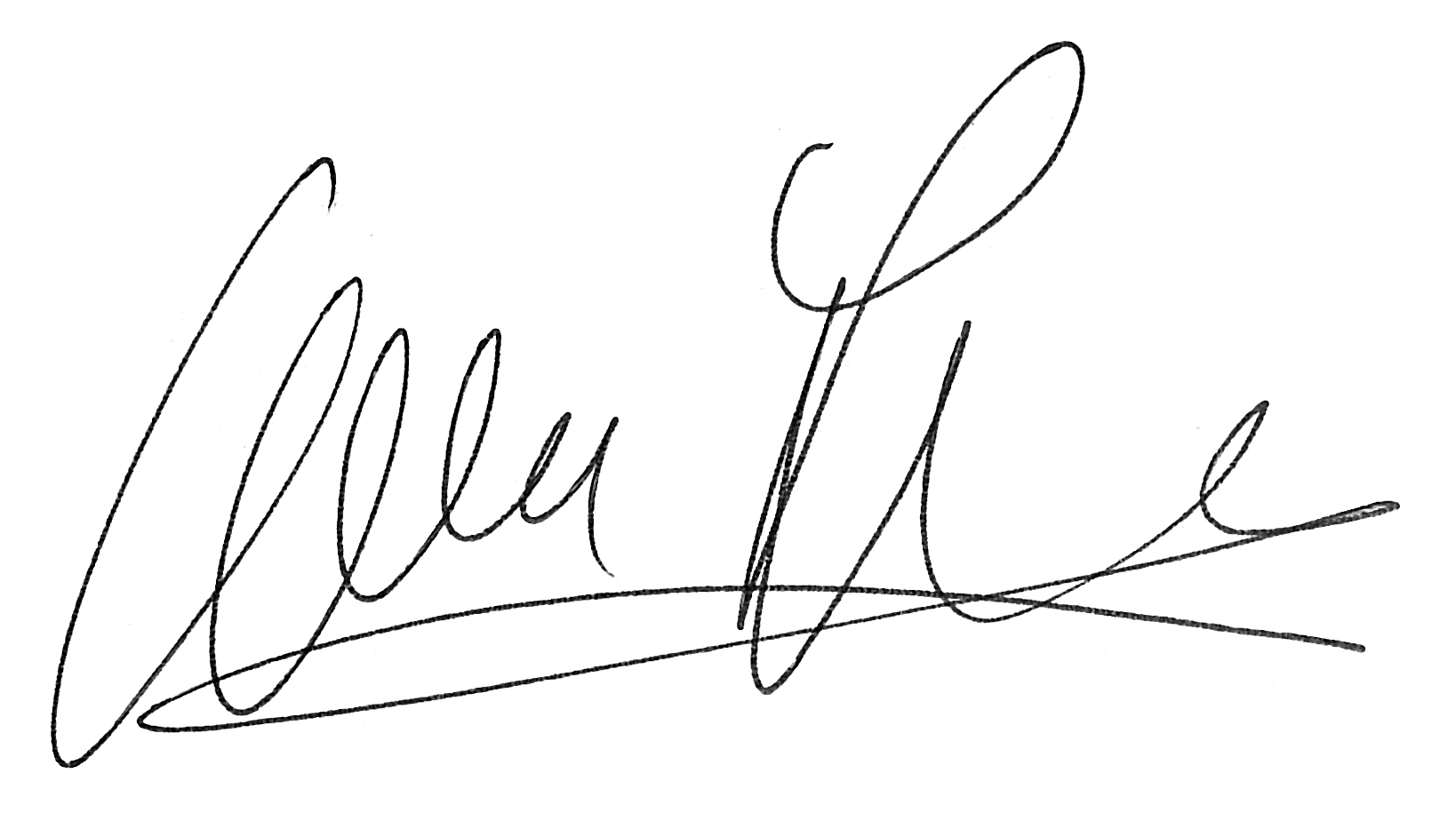
Autographe

Wolfgang Lesowsky grandit à Vienne. De 1958 à 1961, il fréquente le conservatoire d’art dramatique Krauss. Ensuite, il est assistent réalisateur aux Kammerspiele de Munich travaillant avec Fritz Kortner, Hans Lietzau et Karl Paryla. Par la suite, il travaille pour des divers théâtres de Vienne, où il connaît Erich Neuberg devenant son assistant personnel. Erich Neuberg et Karl Paryla seront qualifiés plus tard de Lesowsky d’être ses enseignants les plus importants.
Depuis 1964, il travaille comme réalisateur/metteur en scène pour le théâtre, le cinéma et la télévision.
En 1970, Lesowsky a fondé, dirigé et organisé l’« Arena 70 » dans le cadre des Wiener Festwochen (Festival de Vienne) et l’« Arena 70/2 » à Vienne. L’« Arena 70 » eut lieu dans le musée des arts modernes (Museum des 20. Jahrhunderts), où Lesowsky réunit pour quelques semaines l’avant-garde d’alors comme H. C. Artmann, Alfred Kolleritsch, Wolfgang Bauer, Gunter Falk, Gerhard Rühm, Andreas Okopenko, Erich Fried, Robert Schindel, Erin Piplits, Kurt Schwertsik, Otto M. Zykan, Ram Chandra Mistry, la troupe du théâtre ambulant neworkais « La Mama », l’ensemble Kontrapunkte et beaucoup d’autres. Ces manifestations étaient porteuses d’avenir pour des actions analogues comme l’Arena, lOpen House au sein du « steirischer herbst », la Junge Szene Salzburg et les Randspiele Bregenz.
Lesowsky fut le fondateur du Verband der Filmregisseure Österreichs (Association des réalisateurs cinématographiques de l’Autriche) (1979) dont il était membre du comité de direction. Le Verband Filmregie Österreich (Association Réalisation cinématographique Autriche) en est l’organisation successeur. 
À partir de 1980, il est professeur invité à Université du Nouveau-Mexique, États-Unis, et enseigne les disciplines « cinéma » et « télévision ». Dans les années 1980 à 1982, il est chargé du cours de réalisation pour la télévision dans le secteur cinéma et télévision de Académie de musique et d'arts du spectacle de Vienne
Wolfgang Lesowsky est membre du PEN club autrichien, du groupement d’intérêts des auteurs, de l’association Verband Filmregie Österreich, de la Société des Artistes Autrichiens et de la Wiener Secession.
Il est marié avec l’artiste Corinne Hochwarter, ses filles Sonja Lesowsky-List et Tanja Lesowsky sont des monteuses diplômées, ses beaux-fils le monteur Wolfgang A. Hermann et le réalisateur Niki List (1956–2009).

## Prix
- 1976 : Wolfgang Lesowsky est désigné pour le Grand Prix du cinéma de l'État autrichien (Österreichischer Staatspreis für Filmkunst) ;
- 1976 : Médaille pour les mérites dans le cadre des Jeux olympiques d'hiver de 1976 à Innsbruck ;
- 1982 : Prix UNDA de l’association catholique internationale pour la radiodiffusion et la télévision, reçu pour la documentation télévisée « Bauen für Gott » (Constructions pour Dieu)
- 1984 : Prix UNDA de l’association catholique internationale pour la radio diffusion et la télévision, reçu pour le portrait cinématographique « Und da ich gesehen habe – Der Maler und Holzschneider Robert Hammerstiel » (Portrait de Robert Hammerstiel, peintre et sculpteur sur bois)
- 1995 : Prix de la lyrique de la BEWAG
- 2010 : Décoration autrichien de la Science et des Arts (Österreichisches Ehrenzeichen für Wissenschaft und Kunst ; décernée à titre posthume)

## L’œuvre

### L'auteur
Les pièces de théâtre
- Die Türken kommen. Pièce de théâtre, en collaboration avec Reinhard Federmann. Manuscrit, Vienne 1968.
- Elefantenhochzeit. Ein Stück Theater in 22 Szenen rund um die Pressefreiheit (Le mariage des géants. Une pièce de théâtre sur la liberté de la presse). En collaboration avec Günther Nenning; musique de Georg Kreisler. Édition Sessler, Vienne 1980  (ISBN 3-85173-026-7)
- Intensivstation. (Service de réanimation). Pièce de théâtre. Manuscrit, 1980/81.
- Lafnitz « Oberschützener Fassung ». Adaptation d’après Peter Wagner. Manuscrit, Vienne 1994.
- Das Spiel vom Lieben Augustin. (La comédie du guignol). Adaptation et nouvelle version de la pièce de théâtre de Ulrich Becher et Peter Preses.  Édition Sessler, Vienne 1996.
- Standpauke. (Le sermon). Un petit drame avec musique. Manuscrit, Vienne 2009

La lyrique
- Gedichte (Poèmes). Wortmühle, Literaturblätter aus dem Burgenland. Édition Roetzer, Eisenstadt, environ 1980  (ISSN 0250-1570)

Les scénarios
- Die Toten schweigen. D’après Arthur Schnitzler, 1968.
- Die Frau im Fenster. (La femme à la fenêtre). En collaboration avec Herbert Eisenreich, 1974.
- Top secret. En collaboration avec Ernst A. Ekker, d’après Nelson Bond, 1974.
- Begegnung im Nebel. D’après la nouvelle de Johannes Mario Simmel, 1975.
- Heanznland – Vom Leben auf dem Lande. (De la vie en campagne). 1975.
- Pressefreiheit (La liberté de la presse). En collaboration avec Günther Nenning, 1976.
- Kyselak was here. D’après une idée de Karl Merkatz, 1983.
- Sterben werd ich um zu leben – Gustav Mahler. (Je mourrai pour vivre – Gustav Mahler). En collaboration avec Herta Blaukopf, 1987.
- Drei Frauen. (Trois femmes). 1999.

Les romans
- Nichts geht mehr. (Rien ne va plus): L’histoire de Johann Breitwieser. Manuscrit, Vienne 2010.

De nombreux scénarios pour : longs métrages, téléfilms, adaptations en studio, productions musicales, portraits d’artistes et documentaires.
Articles sur la politique culturelle dans des journaux et périodiques spécialisés.
Collaboration à l’élaboration de la loi sur la promotion du cinéma.

### Réalisations et mises en scène

#### Réalisations de films et téléfilms

##### Longs métrages
- 1968 : Die Toten schweigen. D’après Arthur Schnitzler. Interprètes : Dany Sigel, Albert Rueprecht, Kurt Sowinetz, Manfred Inger, Steffi Thaller.
- 1974 : Die Frau im Fenster. (La femme à la fenêtre). D’après la nouvelle du même titre de Herbert Eisenreich. Interprètes : Kitty Speiser, Heinz Marecek.
- 1974 : Heanznland – Vom Leben auf dem Lande. (Heanznland - De la vie en campagne). Long métrage avec des acteurs non professionnels.
1984 : Director’s Cut Heanznland.
- 1985 : Begegnung im Nebel. D’après la nouvelle du même titre de Johannes Mario Simmel. Interprètes : Matthias Habich et Albert Rueprecht.
- 1987 : Sterben werd ich um zu leben – Gustav Mahler. (Je vais mourir pour vivre – Gustav Mahler). Interprètes : Corinne Hochwarter; Erika Mottl, Dana Gillespie, Reinhard Hauser, Fritz Muliar, Peter Uray, Frank Dietrich, Rudi Schippel.

##### Téléfilms et adaptations en studio
- 1965 : Monde und Sonnen. Version télévisée du drame de Robin Hawden. Interprètes : Leonard Steckel, Brigitte Grothum, Gert Balthus et Bruno Dallansky.
- 1967 : Ostwind (Vent d’est). Version télévisée du drame de Leo Lehmann. Interprètes : Bernhard Wicki et Siegfried Lowitz.
- 1968 : Fast ein Poet (A touch of the poet). Version télévisée du drame de Eugene O'Neill. Interprètes : Attila Hörbiger, Paula Wessely, Elisabeth Orth, Michael Janisch, Hanns Obonya, Hans Thimig.
- 1970 : Literatur. (Littérature). Trois pièces en un acte de Arthur Schnitzler. Interprètes : Karlheinz Böhm.
- 1970 : Scheibenschießen. (Tir à la cible). Comédie de Karl Wittlinger. Interprètes : Hans Thimig, Fritz von Friedl, Raimund Harmstorf.
- 1972 : Calcium. Drame de Jan Quackenbush. Représentation de la « Wiener Arena 70/2». Interprètes : Hilde Berger, Sissy Blaskovich, Sonja Burian, Bernd Burchhardt, Hagnot Elischka, Rudolf F. Kormout.
- 1973 : Mozart-Briefe. (Lettres de Mozart). Interprètes : Klaus Maria Brandauer.
- 1974 : Top secret. Téléfilm de science-fiction d’après Nelson Bond, avec des insertions en direct. Interprètes : Peter Weiss, Hans von Borsody, Hans Gratzer, Leon Askin, Corinne Hochwarter.
- 1974 : Vorstadtballade. (Ballade de banlieue) De H. C. Artmann. Interprètes : Herwig Seeböck et Tom Krinzinger.
- 1974 : Johann Nepomuk Nestroy – Couplets & Monologues. Interprètes : Karl Paryla et Wolfgang Lesowsky.
- 1974 : Narrenweisheiten. Lieder und Texte de William Shakespeare (Sagesses de fous. Chansons et textes de William Shakespeare). Interprètes : Kurt Sowinetz et Les menestrels.
- 1975 : Der « unanstaehndige » Mozart. (Mozart indécent). Interprètes : Maria Schell, Veit Relin, Hans Kraemmer, Adele Haas.
- 1975 : Schiller. Interprète : Klaus Maria Brandauer.
- 1975 : Der letzte Brief. (La dernière lettre). Anthologie de et avec Paul Hoffmann et Vilma Degischer.
- 1976 : Apoll von Nichts. D’après Fritz von Herzmanovsky-Orlando. Interprètes : Friedrich Torberg, Klaus Wildbolz, Stephan Paryla, Corinne Hochwarter.
- 1978 : Wem geht denn dös nacha was an. Chansons populaires de l’ancienne Vienne.  Interprète : Stephan Paryla.

##### Adaptations d’opéras
- 1970 : Die Lederköpfe (Les têtes en cuir). De Rudolf Weishappel, d’après le drame de Georg Kaiser. Mise en scène : Hans Hartleb. Représentation de l’Opéra de Graz dans le cadre du « steirischer herbst ». Interprètes : Richard Ames, Margarita Kyriaki, Hans Laettgen, Fritz Holzer, Alexander Grill, l’Orchestre philharmonique de Graz sous Berislav Klobučar.
- 1971 : Oberon. De Carl Maria von Weber. Kammeroper Vienne.
- 1977 : Don Pasquale. De Gaetano Donizetti. Chef d’orchestre : Hector Urbon ; Mise en scène : Helge Thoma. Interprètes : Horst R. Laubentahl, Edita Gruberová, Oskar Czervenka, Hans Helm, Alois Pernerstorfer. Chœur et orchestre de l’Opéra National de Vienne.
- 1979 : Orpheus ex machina. Opéra de Iván Erőd. Première représentation de l’opéra de Graz dans le cadre du « steirischer herbst ».
- 1980 : Jesu Hochzeit (Le mariage de Jésus). Opéra mystique de Lotte Ingrisch et Gottfried von Einem. Première représentation dans le Theater an der Wien.
- 1980 : Das Medium (The Medium). De Gian Carlo Menotti. Représentation du Schönbrunner Schlosstheater, Vienne.
- 1981 : Netzwerk. De Friedrich Cerha. Première représentation le 31 mai 1981 - Theater an der Wien.
- 1981 : La fede sacrilega. De Johann Joseph Fux. Représentation dans le cadre de la fête musicale « Spectaculum » dans l’Église des Jésuites de Vienne.
- 1981 : Der verlorene Sohn (The prodigal son). De Benjamin Britten. Représentation dans le cadre du festival estival « Carinthischer Sommer » dans l’église collégiale de Ossiach.
- 1982 : The Rake's Progress. De Igor Strawinsky. Représentation du Landestheater Linz.
- 1982 : Der Weg nach Emmaus (La route d'Emmaüs) : De Thomas Christian David. Première représentation dans l’église de Alpbach.
- 1982 : Linzer Stahloper. De Giorgio Battistelli. Première représentation à la place principale de Linz dans le cadre de l’Ars Electronica.
- 1987 : Sens. De Mathias Rüegg. Première représentation dans le cadre des « Wiener Festwochen » (Festival de Vienne).
- 1988 : Klangtheater (Théâtre des sons) : De Thomas Pernes. Première représentation dans le cadre des « Wiener Festwochen » (Festival de Vienne).
- 1989 : Der wunderbare Mandarin (Le Mandarin merveilleux). De Béla Bartók. Représentation du Akzenttheater, Vienne.
- 1990 : Don Giovanni. Chef d’orchestre : Claudio Abbado, Mise en scène : Luc Bondy, décorations scéniques : Erich Wonder. Interprètes : Hans Peter Blochwitz, Carlos Chausson, Ruggero Raimondi, Cheryl Studer, Karita Mattila, Marie McLaughlin, Anatolij Kotscherga, Lucio gallo, chœur et orchestre de l’opéra national de Vienne. Représentation dans le cadre des Wiener Festwochen au Theater an der Wien.
- 1991 : Die Zauberflöte (La Flûte enchantée). De Wolfgang Amadeus Mozart. Représentation dans le cadre des « Wiener Festwochen » au Jugendstiltheater.
- 1991 : Le nozze di Figaro. De Wolfgang Amadeus Mozart. Représentation du Music Theatre Works London dans le cadre des « Wiener Festwochen ».
- 1991 : Don Giovanni. De Wolfgang Amadeus Mozart. Représentation du Music Theatre Works London dans le cadre des « Wiener Festwochen ».

##### Productions musicales
- 1972 : Festkonzert. Walter Klien et l’orchestre symphonique de l’ORF sous Miltiades Caridis.
- 1972 : Musik zum Ansehen (Musique à regarder). Avec Karl Löbl. Série télévisée – diffusée jusqu’en 1973.
- 1976 : Kontrapunkt (Contrepoint). Avec Oskar Czerwenka. Série télévisée – diffusée jusqu’en 1979.
- 1977 : Honeyboy Edwards.
- 1982 : Austropop. Show télévisé. Avec Wolfgang Ambros, Georg Danzer, Reinhold Bilgeri, Peter Weibel.
- 1983 : Der Mann von La Mancha (L'Homme de la Mancha). Avec Josef Meinrad, Dagmar Koller et autres.
- 1988 : Lenny’s Wien. Leonard Bernstein. Avec Marcel Prawy.
- 1989 : Jazz International – Toots Thielemans.
- 1990 : Auf den Spuren des Boris Godunow (Sur la voie de Boris Godounov). Avec Marcel Prawy.
- 1990 : Robert-Stolz-Gala. Avec Marcel Prawy.
- 1990 : Von Fern ein Klang – Anmerkungen zur Neuen Musik (Commentaires sur la Nouvelle Musique).
- 1992 : Amerika – Stars and Stripes. Avec Marcel Prawy.
- 1994 : Auf den Spuren der Salome (Sur la voie de Salome). Avec Marcel Prawy.
- 1996 : Musik am Mississippi (Musique au bord du Mississippi). Avec Marcel Prawy.

##### Portraits d’artistes
- 1969 : Wolf Biermann.
- 1969 : Von Wien nach Oshogbo. Die Odysse einer Künstlerin (De Vienne à Oshogbo. L’odyssée d’une artiste) – Susanne Wenger.
- 1969 : Gerhard Rühm.
- 1969 : Hermann Serient.
- 1969 : Heinz Leinfellner.
- 1970 : Erich Brauer. (= Arik Brauer)
- 1970 : Wie lebt der Bauer – Wolfgang Bauer in Berlin.
- 1970 : Kurt Schwertsik.
- 1970 : Wir sind Lockvögel Baby – Elfriede Jelinek.
- 1971 : Marc Adrian.
- 1971 : Die Welt des Erich Brauer (Le monde de Erich Brauer).
- 1971 : Georg Eisler. Avec Ernst Fischer.
- 1972 : Das Theater ist ein Ausweg (Le théâtre est un moyen de s’en sortir) – Le soixante-dixième anniversaire de Paul Hoffmann.
- 1973 : In memoriam Günter Eich. Avec Heinrich Böll, Max Frisch, Günter Grass, Peter Handke, Uwe Johnson, Marie Luise Kaschnitz et Jörg Steiner.
- 1973 : Arik Brauer.
- 1974 : Adam – Portrait du peintre Rudolf Hausner.
- 1976 : Ephraim Kishon. Avec Arik Brauer, Friedrich Torberg, Dietmar Grieser.
- 1977 : Hans Weigel. Avec Hans Weigel, Johanna Matz, Hans Hollmann, Hermann Friedl, Elfriede Ott et Wolfgang Kudrnofsky.
- 1978 : Mir fällt nichts ein, mir fällt was auf – Portrait de Alfred Hrdlicka. Avec Bruno Kreisky, Günther Nenning, Franco Basaglia, Wolf Jobst Siedler, Manfred Rommel.
- 1978 : Spurensicherung (Anthropométrie). Portrait du peintre Georg Eisler. Avec Eric Hobsbawm, John Willet, Erwin Ringel, Hilde Spiel.
- 1979 : Das Ungeheure begreift nie der Sichre. Portrait du peintre Werner Berg. Avec Werner Berg, Kristian Sotriffer, Erich Kuby.
- 1980 : Ein Narr gibt Antwort (La réponse d’un fou). Georg Kreisler. Avec Barbara Peters.
- 1980 : Der Erfolgreiche (Une vie couronnée de succès). Gottfried von Einem. Avec Karl Löbl.
- 1981 : Kopflos (Sans tête). Nécrologie pour Cornelius Kolig. Avec Cornelius Kolig, Dieter Ronte, Wolfgang Lesowsky.
- 1982 : Und da ich gesehen habe. Portrait du peintre et graveur sur bois Robert Hammerstiel.
- 1982 : Drei Künstler aus Oberöstereich (Trois artistes de Haute-Autriche). Hanns Hoffmann-Ybbs, Hannes Haslecker, Erwin Reiter.
- 1982 : Hermann Serient.
- 1982 : Ferry Radax – Une vie de son vivant.
- 1983 : Drei Künstler aus Kärnten (Trois artistes de la Carinthie). Giselbert Hoke, Alois Brandstätter, Cornelius Kolig.
- 1983 : Drei Künstler aus Burgenland (Trois artistes du Burgenland) : Hermann Serient, Rudolf Kedl, Erol Denec.
- 1983 : An die Wand des Endlichen stoßend. Le peintre Rudolf Wacker et les années 1914 – 1938. Musique : Django Reinhardt, présentateur : Karl Paryla.
- 1983 : Drei Künstler aus Steiermark (Trois artistes de la Styrie). Rudolf Pointner, Hannes Schwarz, Othmar Krenn.
- 1983 : Drei Künstler aus Niederösterreich (Trois artistes de la Basse Autriche). Maria Biljan-Bilger, Hans Fronius, Karl Korab.
- 1983 : Passanten (Passants). Le sculpteur Herbert Traub.
- 1984 : Drei Künstler aus Vorarlberg (Trois artistes du Vorarlberg). Walter Khüny, Herbert Albrecht, Hubert Berchtold.
- 1984 : Drei Künstler aus Salzburg (Trois artistes du Salzbourg). Josef Zenzmaier, Rudolf Hradil, Herwig Bayerl.
- 1985 : Nicht nur ein Komödiant – Karl Paryla (Pas seulement comédien – Karl Paryla).
- 1985 : Ein Dichter gegen Macht und Tod – Elias Canetti (Un poète contre le pouvoir et la mort – Elias Canetti). Collaboratrice : Krista Hauser.
- 1985 : Die trauernden Götter leiden an der Unsterblichkeit (Les dieux dans leur tristesse souffrent de l’immortalité). Susanne Wenger in Oshogbo.
- 1988 : Wie die Macht schmeckt (Le goût de la puissance). Entretien avec Ladislav Mňačko.
- 1989 : Ein schwerer Fall von Optimismus. Kurt Schwertsik – Musiker und Tonsetzer (Un cas grave d’optimisme. Kurt Schwertsik – Musicien et compositeur).
- 1992 : Ein Architekt aus Wien – Gustav Peichl (Un architecte viennois – Gustav Peichl).
- 1993 : Leonard Bernstein.
- 2001 : An den Ufern eines heiligen Flusses in Afrika (Au bord d’un fleuve saint en Afrique). Susanne Wenger.
- 2004 : Susanne Wenger. Das Gesamtkunstwerk (L'œuvre d'art totale).
- 2008 : Zwischen Welten – L’artiste Corinne Hochwarter.

##### Documentations
- 1965 : Das Haus am Weghuberpark – 75 Jahre Wiener Volkstheater (Le Wiener Volkstheater (théâtre populaire) fête ses 75 ans).
- 1968 : Rhythmus und Politik – Propaganda im « Dritten Reich » (Rythme et politique – La propagande dans le « Troisième Reich »). Avec l’éthologue Otto Koenig.
- 1968 : Das moderne literarische Chanson (La chanson littéraire moderne). Avec Ursula Herking, Wolfgang Büttner, Wolf Biermann, Helmut Qualtinger.
- 1969 : Die Vermissten (Les disparus).
- 1969 : Österreichische Bundesbahnen (Les chemins de fer fédéraux autrichiens). Musique : Werner Pirchner, montage : Robert Dornhelm.
- 1969 : Unsere Nachbarn im All (Nos voisins dans le cosmos) Avec Heinz Haber.
- 1970 : Arena 70/1 – Modell für ein open house (Un modèle d’un open house).
- 1970 : Bundestheaterreform (La réforme des théâtres fédéraux).
- 1970 : Salzburg für Jedermann. Le Festival de Salzbourg. Avec Karl Löbl.
- 1971 : Jedermann für Salzburg. Avec Karl Löbl.
- 1971 : Fest der Tausend – Die Wiener Festwochen (Le Festival de Vienne) : Avec Karl Löbl.
- 1971 : Cercle de musique internationale sur le Lac d’Ossiach. Avec Friedrich Gulda, Joe Zawinul et Weather Report.
- 1971 : Strassentheater (Théâtre ambulant).
- 1972 : Die Angst des Tormanns beim Elfmeter (L'Angoisse du gardien de but au moment du penalty). Un film sur l’adaptation cinématographique du livre de Peter Handke.
- 1972 : Arena 70/II – Modell für ein open house (Un modèle d’un open house).
- 1972 : Gibt es eine Theaterkrise ? (La crise des théâtres existe-elle ?). Le théâtre de langue allemande.
- 1972 : Die Anachronistische Revolution – 75 Jahre Wiener Secession (La révolution anachroniste – Les 75 ans de la Sécession viennoise).
- 1972 : Porsche in Beton (Le Porsche en béton). Gottfried Bechtold et son Porsche en béton.
- 1972 : ... und mir wean nimmer sein. Des interprètes de la musique populaire autrichienne.
- 1972 : Jesus in schlechter Gesellschaft (Jésus a des mauvaises fréquentations). Avec Adolf Holl.
- 1972 : Musik im Ghetto ? (Musique au ghetto ?). SIMC - Fête de la musique du monde lors du steirischer Herbst. Caméraman : Xaver Schwarzenberger. Avec Witold Lutosławski, György Ligeti, Friedrich Cerha, Emil Breisach, Vinko Globokar.
- 1973 : vom armen b.b. – Bertolt Brecht und Österreich (Bertolt Brecht et l’Autriche). Avec Max Frisch, Gottfried von Einem, Klaus Völker, Harry Buckwitz, Fritz Wotruba, Friedrich Torberg, Hans Weigel.
- 1973 : Viktor Matejka.
- 1973 : Maria von Doderer – Notizen (Notes).
- 1973 : Zum Beispiel : open-house. (Par exemple : open-house). Documentation cinématographique sur un open-house, programmée et conduite de Wolfgang Lesowsky ayant lieu dans le Museum des 20. Jahrhunderts (Musée des Arts modernes). Avec Robert Jungk, Fred Sinowatz, Kurt Schwertsik, Otto M. Zykan.
- 1973 : Cercle de musique internationale de Viktring. Avec Dollar Brand (= Abdullah Ibrahim).
- 1973 : Soll und Haben in der Kunst (Doit et avoir dans l’Art). Avec Karl Löbl.
- 1974 : Fahrendes Volk (Les gens du voyage). Jaroslav Hašek.
- 1976 : Wer war Jura Soyfer (Qui était Jura Soyfer). Avec Corinne Hochwarter, Ernst Meister, Stephan Paryla, Leon Askin.
- 1976 : En Hod – Un village d’artiste en Israël.
- 1977 : La femme et le cinéma. Changements de l’image de la femme dans le cinéma. Scènes de films avec Asta Nielsen, Mae West, Marlene Dietrich, Greta Garbo, Marilyn Monroe, Brigitte Bardot.
- 1977 : Honeyboy Edwards.
- 1977 : Hrdlicka à Carrare.
- 1977 : Tendenzen moderner Plastik (Des tendances dans l’art plastique moderne.) Avec Herbert Bayer, Max Bill, Bernhard Luginbühl.
- 1977 : Six architectes de Schillerplatz. Documentation cinématographique sur Gustav Peichl, Johann Georg Gsteu, Hans Hollein, Wilhelm Holzbauer, Josef Lackner et Johannes Spalt.
- 1978 : Tor zur Hölle (La porte à l’enfer). Film sur le Prater de Vienne. Avec Hubert Aratym, Alfred Hrdlicka et Cornelius Kolig.
- 1980 : Der trügerische Schein (Illusions). Le milieu de la drogue en Autriche. Avec Erwin Ringel, Jimi Hendrix et Georg Danzer.
- 1980 : Von Wien nach Hollywood (De Vienne à Hollywood). Un film sur les autrichiens dans le cinéma américain. Avec Paul Henreid, Leon Askin, Carl Esmond, Maria Perschy, Henry Koster, Robert Dornhelm, Helmut Dantine, Paul et Walter Kohner, Herbert G. Luft et Harry Horner.
- 1981 : Dialektik zwischen Leben und Tod (Dialectique entre la vie et la mort). Portrait de Erwin Ringel. Avec Georg Kreisler.
- 1981 : Le peintre Arnold Schönberg. Avec Georg Eisler.
- 1981 : Textilkunst Linz (L’art textile à Linz) Avec Fritz Riedl, Edda Seidl-Reiter, Corinne Hochwarter.
- 1981 : Sterben und Tod in der Musik (L’agonie et la mort dans la musique). Avec Erwin Ringel.
- 1982 : Les masques de la Commedia dell’Arte.
- 1982 : Tanz 1982. Eine filmische Bestandsaufnahme des zeitgenössischen Tanztheaters (Danse 1982. Un bilan cinématographique du théâtre de danse  contemporain). Avec Rudolf Noureev. Présentatrice : Christine Ostermayer.
- 1982 : Über Leben. Cinq chansons de Erika Pluhar.
- 1982 : Danses indiennes.
- 1983 : Bauen für Gott (Constructions pour Dieu). Constructions contemporaines d’églises.
- 1983 : Les ballets de Théâtre Bolchoï à Vienne.
- 1983/84 : Die Stimmen von Marrakesch (Les voix de Marrakech). Aspects d’un voyage – d’après les notes du même titre de Elias Canetti.
- 1984 : Die hohe Kunst des Puppenspiels. (Le grand’art du jeu des marionnettes).
- 1984 : Danse 84.
- 1984 : Alles ist machbar (Tout est possible). Des cimetières de notre civilisation technique.
- 1985 : Gustav Mahler-Special. Avec Leonard Bernstein.
- 1986 : Le mythe d’Hercule. Histoires sur la force.
- 1986 : Les masques de San Marco. Le Carnaval de Venise.
- 1988 : Die Kunst des Glasmachers Jindra Beranek. (Jindra Beranek et ses verres).
- 1989 : Liligomera. Wie die Utopie des Otto Muehl auf einer spanischen Insel Realität wurde (La réalisation de l’utopie de Otto Muehl sur une île espagnole). En collaboration avec Günther Unger.
- 1989 : Mit uns das Volk (Le peuple est avec nous). Chansons d’ouvriers. Présentation des chansons : Die Schmetterlinge.
- 1991 : Voyage en Tunisie. Sur les traces de Paul Klee, August Macke et Louis Moillet.
- 1991 : Ein Garten für das Volk – Der Wiener Prater (Un parc pour le peuple – le Prater de Vienne). Musique : Hans Kann. Avec Gerhard Swoboda.
- 1991 : Reise durch ein unbekanntes Land. Kultur-Landschaft Slowakei (Un voyage à travers un pays inconnu. La Slovaquie - région culturelle. Avec Ladislav Mňačko.
- 1994 : Egon Schiele – sa vie et son œuvre. Présentation : Serge Sabarsky.
- 1994 : 125 Jahre Wiener Staatsoper (L’Opéra de Vienne a 125 ans.) Présentation : Marcel Prawy.
- 1998 : Egon Schiele – La collection Leopold.
- 1999 : Jüdisch-arabische Lieder. (Chansons juives-arabes). Avec Jaccub B’chtri, cantor de la synagogue La Ghriba, Djerba.
- 2001 : La Ghriba – Die Wundertätige. Eine jüdische Gemeinde inmitten des Islam. (La Ghriba – La miraculeuse. Une commune juive en plein milieu de l’islam.)
- 2005 : Mosaik der Sinne – 3000 Jahre Tunesien. (Une mosaïque des sens – La Tunisie : 3000 années d’histoire et de culture.)

##### Autres œuvres pour la télévision
- 1967 : Feier für die Jugend Österreichs (Une fête pour la jeunesse autrichienne – Grand palais des festivals de Salzbourg.)
- 1967 : Nachtstudio. Avec Wolfgang Kudrnofsky. Série télévisée, diffusée jusqu’en 1971.
- 1967 : Der literarische Salon (Le salon littéraire). Avec Herbert Eisenreich. Série télévisée, diffusée jusqu’en 1969.
- 1968 : Forumgespräch mit Günther Nenning (Débats avec Günther Nenning). Série télévisée, diffusée jusqu’en 1971.
- 1968 : Nationalfeiertag 1968 – Wiener Stadthalle (Fête nationale).
- 1969 : Ein Gedicht aus 3 Perspektiven – Ingeborg Bachmann (Une poésie sous 3 perspectives). Film expérimental avec Corinne Hochwarter et Ben Nathan.
- 1969 : Welt des Buches (Le monde du livre). Avec Wolfgang Kraus.
- 1972 : Fernsehen (Télévision). Réalisé ensemble avec Gottfried Bechtold. Film expérimental sur la documenta 5 à Cassel.
- 1976 : Abschlussfeier der XII. Olympischen Winterspiele (Grande fête lors de la clôture des Jeux olympiques d'hiver de 1976). Innsbruck.
- 1977 : Telemuseum (Télémusée). 50 épisodes. Avec Walter Koschatzky. Série télévisée d’art, diffusée jusqu’en 1979.
- 1981 : Café Central. Avec Ernst Wolfram Marboe. Série télévisée, diffusée jusqu’en 1991.
- 1990 : Maecenas-Gala. Jugendstiltheater, Vienne.
- 1993 : Maecenas-Gala. Musée technique, Vienne.

Nombreuses transmissions de représentations de productions autrichiennes de théâtre.
Transmissions d’évènements sportifs.

#### Réalisations pour la radio
- 1970 : Ein Mensch ohne Reue und Gewissen (Un homme sans regret ni conscience). De Robert Schindel.
- 1972 : Vierzehnhunderteinunddreißig (Mille quatre cent trente et un). De Wolfgang Bauer. Musique : Werner Pirchner.
- 1976 : Das politische Lied (La chanson politique).
- 1977 : Nun regnet’s rote Tränen. Jura Soyfer.
- 1979 : Vom schwarzen Wein (Vin noir) – Theodor Kramer.
- 1994 : Voll Hunger und voll Brot ist diese Erde (Notre terre est plein de faim et de pain) – Jura Soyfer.
- 1998 : An die Nachgeborenen – Bertolt Brecht et Hanns Eisler.
- 1998 : Lieder nach der Sperrstund – Das freche Wienerlied (La chanson viennoise insolente).
- 2000 : Gespräche zweier Herren am rauschenden Meer (Entretiens entre deux messieurs au bord de la mer mugissante). Avec Peter Baumann et Wolfgang Lesowsky.

#### Mises en scène de pièces de théâtre
- 1964 : Don Juan kommt aus dem Krieg (Don Juan revient de guerre ou l'Homme de neige). De Ödön von Horváth. Représentation de l’Ateliertheater, Vienne, Première représentation en Autriche.
- 1967 : Das Luftschloß des Herrn Wuschelkopf. (Le château en Espagne de M. Wuschelkopf). De Georg Kövary. Musique : Norbert Pawlicki. Costumière : Birgit Hutter. Theater an der Wien, première représentation.
- 1968 : Die Türken kommen (Les turcs en arrivée). De Reinhard Federmann et Wolfgang Lesowsky. Theater an der Wien, première représentation.
- 1969 : Fast ein Hamlet (Hamlet pour un peu ) De Klaus Mazohl. Décor et costumes: Jörg Neumann et Bernd Müller. Avec Klaus Maria Brandauer. Vienne, Theater in der Josefstadt, première représentation.
- 1969 : Schneeweißchen und Rosenrot (Neige-Blanche et Rouge-Rose). D’après les Frères Grimm. Décor et costumes: Jörg Neumann et Bernd Müller. Musique : Werner Pirchner. Theater der Jugend.
- 1970 : Kiste, Worte des Vorsitzenden Mao Tse-tung, Kiste. (Box AND Quotations from Chairman Mao Tse-tung). De Edward Albee. Décor et costumes: Jörg Neumann et Bernd Müller. Musique : Kurt Schwertsik. Avec Erika Pluhar, Corinne Hochwarter ; Eva Pilz, Bernd Burchhardt. Arena 70 dans le cadre du Festival de Vienne, Musée du XXe siècle, première représentation en Autriche.
- 1970 : Mascha, Mischa, Mai. De Paul Pörtner. Décor et costumes : Jörg Neumann et Bernd Müller. Musique : Werner Pirchner. Avec Corinne Hochwarter. Theater der Jugend, première représentation an Autriche.
- 1970 : Der Zentaur (Le centaure). De Georg Kaiser. Décor et costumes: Jörg Neumann et Bernd Müller. Avec Corinne Hochwarter, Heinz Petters, Vienne, Volkstheater.
- 1972 : Romeo und Julia 80 (Roméo et Juliette 80). De Winfried Bruckner. Musique : Werner Pirchner. Avec Corinne Hochwarter, Katharina Galseczy (=Karin Brandauer), Peter Gruber, Ernst Hausknost, Harry Fuss. Maison de la Confédération Syndicale autrichienne. Première représentation.
- 1973 : La Volupté de l'honneur. De Luigi Pirandello. Décors: Jörg Neumann et Bernd Müller. Costumière : Birgit Hutter. Avec : Wolfgang Lesowsky, Anton Duschek, Ferdinand Kaup, Corinne Hochwarter. Représentation dans le cadre du Festival de Vienne.
- 1974 : Stimme der Stummen (La voix des muets). Amnesty International. Avec Klaus Maria Brandauer, Ulla Jacobsson, Hilde Krahl, Elisabeth Orth, Karl Paryla, Erika Pluhar, Walther Reyer et Peter Vogel. Vienne, Konzerthaus.
- 1981 : Elefantenhochzeit (Le mariage des géants.) De Wolfgang Lesowsky en collaboration avec Günther Nenning. Musique : Georg Kreisler, décors : Jörg Kossdorf, costumière : Hanna Wartenegg. Avec Peter Uray, Otto David, Gerard Balluch, Petra Fahrnländer, Fritz Holzer ; Théâtre de Graz, première représentation.
- 1994 : Lafnitz « Oberschützener Fassung » (Lafnitz – version de « Oberschützen »). Adaptation d’après Peter Wagner. Costumiste : Corinne Hochwarter, Musique : Kurt Schwertsik. Avec Maria Perschy, Stephan Paryla, Klaus Haberl et Ferdinand Kaup, Centres de culture du Burgenland.
- 1996 : Das Spiel vom Lieben Augustin (La comédie du guignol). De Ulrich Becher et Peter Preses. Décors : Jörg Neumann, costumière : Corinne Hochwarter, Musique. Wolfgang Ambros et Robert Stolz. Avec Wolfgang Ambros, Herwig Seeböck, Sabine Muhar, Ida Krottendorf, Erna Korhel. Vienne, Théâtre Ronacher.

### L’acteur/comédien
Théâtre

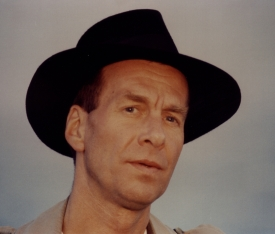
L’acteur

- 1961 : Trommeln und Disteln. (Tambours et chardons). Scénario et mise en scène : Conny Hannes Meyer. Die Komödianten, Vienne, Theater am Börseplatz.
- 1961 : O all Gebein verbleichet. Scénario et mise en scène : Conny Hannes Meyer. Die Komödianten, Vienne, Theater am Börseplatz.
- 1962 : Die Abrechnung (La revanche). Scénario et mise en scène : Conny Hannes Meyer. Vienne, Palais des Expositions.
- 1962 : Die Pompfüneberer (Les pompes funèbres). Scénario et mise en scène : Conny Hannes Meyer. Rôle : Hügli Ruhsam Sauseschritt. Vienne, Neues Theater am Kärntnertor.
- 1964 : Der böse Geist Lumpazivagabundus. De Johann Nestroy. Mise en scène : Karl Paryla. Rôle : un garde. Munich, Kammerspiele.
- 1965 : Die Ballade von Peckham Rye (La ballade de Peckham Rye). De Muriel Spark. Mise en scène : Jan Biczycki. Europastudio du Festival de Salisbourg.
- 1966 : Das russische Dreieck. De Françoise Sagan. Mise en scène : Florian Lepuschitz et Wolfgang Lesowsky. Rôle : Wladislaw. Vienne, Theater im Palais Erzherzog Carl.
- 1967 : Der Schandfleck (La souillure). De Ludwig Anzengruber. Rôle : le fils. Vienne, Renaissancetheater.
- 1968 : Der Kobold oder Staberl im Feendienst. De Johann Nestroy. Mise en scène : Karl Paryla. Vienne, Theater an der Wien.
- 1968 : Schwarzer Orpheus – Moderne Negerlyrik (L’Orphée noir – Lyrique africaine moderne).  De et avec Wolfgang Lesowsky. Vienne, Theater im Palais Erzherzog Carl.
- 1973 : La Volupté de l'honneur. De Luigi Pirandello. Mise en scène: Wolfgang Lesowsky. Rôle : Baldovino. Festival de Vienne.
- 1974: Die zwölf Geschworenen (Douze hommes en colère). De Reginald Rose. Mise en scène: Helmut Kutscher. Rôle: Nr. 12 (publicitaire). Vienne, Theater in der Josefstadt.

Cinéma
- 1969 : Die Spirale (La spirale). Production: Confédération autrichienne des syndicats.
- 1979 : Steiner – Das Eiserne Kreuz II (Croix de fer II). Réalisation : Andrew V. McLaglen. Rôle: le Majeur Kreitz.
- 1981 : Egon Schiele – Exzesse (Egon Schiele – Excès). Réalisation : Herbert Vesely. Avec Mathieu Carrière, Jane Birkin, Christine Kaufmann, Marcel Ophüls, Robert Dietl, Dany Mann, Guido Wieland, Angelika Hauff, Herbert Fux. Rôle: Arthur Roessler.
- 1981 : Die totale Familie. Film. Adaptation d’après le roman Die Merowinger oder die totale Familie de Heimito von Doderer. Réalisation : Ernst Schmidt jr., Rôle : avocat.
- 1997 : Das Siegel (Le sceau). Réalisation : Xaver Schwarzenberger. Avec Erwin Steinhauer. Rôle : un cavalier.

Télévision
- 1968 : Der Befehl (L’ordre). Réalisation : Edwin Zbonek.
- 1969 : Traumnovelle (La Nouvelle rêvée) de Arthur Schnitzler. Mise en scène : Wolfgang Glück. Avec Karlheinz Böhm, Helga Papouschek, Erika Pluhar, Dolores Schmiedinger, Kurt Sowinetz. Rôle : Docteur Roediger.
- 1972 : Libussa de Franz Grillparzer. Mise en scène : Karl Paryla. Avec Elisabeth Orth, Elisabeth Epp, Eva Zilcher, Edd Stavjanik, Kurt Jaggberg. Rôle : paysan.
- 1974 : Johann Nepomuk Nestroy – Couplets & Monologues. Ensemble à Karl Paryla.
- 1974 : Tatort : Mord im Ministerium (Meurtre au ministère). Réalisation : Fritz Eckhardt. Avec Jaromir Borek, Ivan Desny, Bert Fortell, Marte Harell, Kurt Jaggberg, Dagmar Koller, Erni Mangold, Susi Nicoletti, Stephan Paryla, Gretl Schörg. Rôle : l’inspecteur principal Gareis.
- 1974 : Jura Soyfer. Divers rôles.
- 1978 : Holocaust – Die Geschichte der Familie Weiß (Holocaust – L’histoire de la famille Weiß). Réalisation : Marvin J. Chomsky. Rôle : Engelmann, membre de la SS.
- 1980 : Attentat in Gastein. Réalisation : Ferry Radax. Rôle : Paul (l’avocat général).
- 1980 : Maria Theresia. Réalisation : Axel Corti. Rôle : Le comte Podewils.
- 1981 : Egon Schiele. Réalisation : John Goldschmidt. Avec Felix Mitterer. Rôle : Arthur Roessler.
- 1981 : Wie Mond über Feuer und Blut (Comme la lune sur le feu et le sang). Réalisation : Axel Corti.
- 1983 : Atemnot (Crise d’étouffement). De Peter Turrini. Réalisation : Käthe Kratz. Rôle : dealer
- 1983/84 : Die Stimmen von Marakesch (Les voix de Marakech). D’après Elias Canetti. Rôle : narrateur.
- 1994 : Lieben wie gedruckt. Réalisation : Anton Reizenstein. Rôle : dramaturge.
- 1995 : Ein Mann in der Krise (Un homme en crise). Réalisation : Xaver Schwarzenberger. Rôle : le secrétaire du ministre.
- 1998 : Kaisermühlen Blues : Das Amulett. Réalisation : Wolfgang Murnberger. Avec Wolfgang Böck, Erwin Steinhauer, Andreas Vitásek et autres. Rôle : réalisateur.
- 2003 : Brüder II (Frères II). Réalisation : Wolfgang Murnberger. Avec Wolfgang Böck, Erwin Steinhauer, Andreas Vitásek. Rôle : réalisateur.

Solos
- An die Nachgeborenen. Un collage sur la vie, l’œuvre et La collaboration de Bertolt Brecht et Hanns Eisler.
- Weltuntergang oder Die Welt steht auf kein’ Fall mehr lang (La fin du monde ou Le monde finira d’exister entre peu de temps). Une promenade littéraire à travers la littérature autrichienne.
- Karl Kraus : « Ich bin der Vogel, der sein Nest beschmutzt ». Aphorismes. Scènes tirées de la tragédie Les derniers jours de l'humanité.
- Wolfgang Amadeus Mozart – Wahres & Erdachtes (Vérités & Imagination).
- Max Frisch – Halten Sie sich für einen guten Freund ? (Croyez vous d’être un bon ami ?)

## Littérature
- Zwischenbericht. Eine Auswahlretrospektive im Rahmen des steirischen herbstes in Zusammenarbeit mit dem Österreichischen Filmarchiv (Rapport intermédiaire. Une rétrospective sélectionnée dans le cadre du « steirischer herbst » en collaboration avec la Cinémathèque Autrichienne.). Österreichische Gesellschaft für Filmwissenschaft, Kommunikations- und Medienforschung, Vienne 1984 (publications en série de la Cinémathèque Autrichienne ; communications no, 13).
- Filmkunst. Zeitschrift für Filmkultur und Filmwissenschaft (Filmkunst. Magazine pour la culture et les sciences du cinéma). Editeur : Österreichische Gesellschaft für Filmwissenschaft, Kommunikations- und Medienforschung. Numéro spécial Wolfgang Lesowsky. Vienne 1984, 10471984, ISSN 0015-1599.
- Gerhard Ruiss (Editeur) : Katalog-Lexikon zur österreichischen Literatur des 20. Jahrhunderts (Catalogue-lexique de la littérature autrichienne du XXe siècle). Edition IG Autoren, Literaturhaus, Vienne 1995,  (ISBN 3-900419-18-3), tome 1, page 222.
- Film. Fernsehen. Österreich. (Cinéma. Télévision. Autriche.) Dans : Filmarchiv Austria. Numéro 10-11, mai 2005, Vienne 2005.
- Thomas Ballhausen, Barbara Eichinger, Karin Moser, Frank Stern (éditeur) : Die Tatsachen der Seele – Arthur Schnitzler und der Film (Les faits de l’âme – Arthur Schnitzler et le cinéma). Edition Filmarchiv Austria, Vienne 2006  (ISBN 3-902531-13-4)